# Łukasz Bujko
Łukasz Bujko (né le 15 avril 1986 à Goleniów) est un coureur cycliste sur piste polonais. Spécialiste de la piste, il remporte le classement général de la coupe du monde sur piste de scratch en 2010.

## Palmarès sur piste

### Championnats du monde
- Copenhague 2009
  - 12e de l'américaine (avec Rafal Ratajczyk)
- Pruszków 2010
  - 13e de la course aux points
  - 17e du scratch

### Coupe du monde
- 2009-2010
  - 1er du classement général du scratch
  - 2e du scratch à Manchester
  - 2e du scratch à Melbourne
  - 3e de la course aux points à Melbourne
  - 5e du classement général de la course aux points

### Championnats d'Europe
| Édition / Épreuve      | Scratch | Course aux points | Américaine                | Omnium Endurance |
| Athènes 2006 (espoirs) | 9e      | 7e                |                           |                  |
| 2008                   |         |                   |                           | 9e               |
| 2009                   |         |                   | 7e (avec Rafal Ratajczyk) |                  |

### Championnats de Pologne
- 2009
  -  Champion de Pologne de la course aux points
  -  Champion de Pologne de l'américaine (avec Rafal Ratajczyk)
- 2010
  -  Champion de Pologne de l'américaine (avec Dawid Glowacki)
  - 3e du scratch

### Autres
- 2010
  - 2e du GP Vienne (course aux points)
  - 3e du GP Vienne (américaine avec Dawid Glowacki)
  - 3e du GP Prostejov (course aux points)

## Palmarès sur route
- 2007
  - 3e de Long Beach
- 2008
  - 8e étapes du Memorial Colonel Skopenko
  - 3e de Szosami Zagłębia
- 2010
  - Puchar Wojta Gminy Chrzastowice